# برنارد فیشر (دانشمند)
برنارد فیشر (انگلیسی: Bernard Fisher; ۲۳ اوت ۱۹۱۸ – ۱۶ اکتبر ۲۰۱۹) استاد دانشگاه، و جراح و پیشگام در بیولوژی و درمان سرطان پستان اهل ایالات متحده آمریکا بود.
وی همچنین برندهٔ جوایزی همچون برنامه فولبرایت و جایزه پژوهش پزشکی بالینی لسکر-دی‌بیکی شده‌است.

## زندگی
فیشر در شهر پیتسبورگ به دنیا آمد.
او رئیس پروژه ملی سرطان پستان و جراحی مفاصل در دانشکده پزشکی دانشگاه پیتسبورگ بود. کار او به‌طور قطعی مشخص کرد که سرطان پستان در مراحل اولیه می‌تواند با استفاده از پرتودرمانی، شیمی درمانی یا هورمون درمانی نسبت به ماستکتومی رادیکال به‌طور مؤثر با لامپکتومی درمان شود. وی در سال ۱۹۸۵ به دلیل تحقیقات پیشگامانه خود که منجر به بهبود چشمگیر بقا و کیفیت زندگی برای زنان مبتلا به سرطان پستان شد، جایزه آلبرت لاسکر را برای تحقیقات پزشکی بالینی دریافت کرد.